# تپه تیان
تپه تیان مربوط به سده‌های اولیه دوران‌های تاریخی پس از اسلام است و در شهرستان خرم‌آباد، بخش پاپی، دهستان کشور، روستای تیان واقع شده و این اثر در تاریخ ۲۸ اسفند ۱۳۸۵ با شمارهٔ ثبت ۱۸۶۳۸ به‌عنوان یکی از آثار ملی ایران به ثبت رسیده است.